# Pituna schindleri
Pituna schindleri är en fiskart som beskrevs av Costa 2007. Pituna schindleri ingår i släktet Pituna och familjen Rivulidae. Inga underarter finns listade i Catalogue of Life.